# Alantsilodendron
Alantsilodendron es un género de planta perteneciente a la familia de las fabáceas.  Comprende 9 especies descritas y  aceptadas.

## Taxonomía
El género fue descrito por Villiers  y publicado en Bulletin du Muséum National d'Histoire Naturelle, Section B, Adansonia. Botanique Phytochimie Ser., 16(1): 65. 1994.

## Especies aceptadas
A continuación se brinda un listado de las especies del género Alantsilodendron aceptadas hasta agosto de 2012, ordenadas alfabéticamente. Para cada una se indica el nombre binomial seguido del autor, abreviado según las convenciones y usos.
- Alantsilodendron alluaudianum (R.Vig.) Villiers
- Alantsilodendron brevipes (R.Vig.) Villiers
- Alantsilodendron decaryanum (R.Vig.) Villiers
- Alantsilodendron glomeratum Villiers
- Alantsilodendron humbertii (R.Vig.) Villiers
- Alantsilodendron mahafalense (R.Vig.) Villiers
- Alantsilodendron pilosum Villiers
- Alantsilodendron ramosum Villiers
- Alantsilodendron villosum (R.Vig.) Villiers